# Theuma aprica
Theuma aprica là một loài nhện trong họ Gnaphosidae.
Loài này thuộc chi Theuma. Theuma aprica được Eugène Simon miêu tả năm 1893.